# Aleksandr Ivanov (atleta)
Aleksandr Alekseevič Ivanov (in russo Александр Алексеевич Иванов?; Nižnij Tagil, 25 aprile 1993) è un marciatore russo.

## Biografia
A causa di "un'alterazione degli esami del sangue", l'Agenzia Antidoping russa (Rusada) lo ha squalificato per tre anni a partire dal 2 maggio 2017.
Ivanov ha inoltre dovuto restituire tutte le medaglie conquistate tra il giugno del 2012 e l'agosto del 2014. Nello specifico:
- l'oro nella 20 km di marcia ai mondiali del 2013
- l'argento nella 20 km di marcia agli europei del 2014
- l'oro nella 20 km di marcia agli europei under 23 del 2013
- l'argento nella marcia 10000 m ai mondiali juniores del 2012